# Chester Square

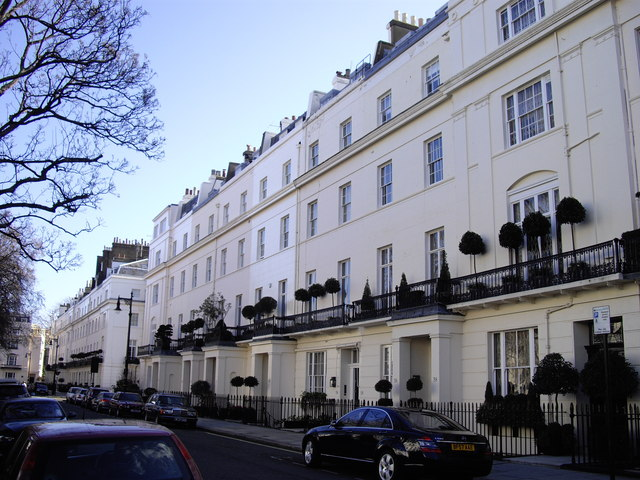
Chester Square

Chester Square es una plaza ubicada en Londres, en una zona residencial exclusiva rodeada por jardines. Se encuentra en el distrito Belgravia y parte del área perteneció originalmente a la familia Grosvenor. Junto con sus plazas hermanas, Belgrave Square e Eaton Square, es una de las áreas más famosas de Londres por sus residentes y por su exclusividad.

## Residentes famosos
- Román Abramóvich, hombre de negocios ruso, la segunda persona con más dinero del Reino Unido y propietario de Chelsea FC.
- Margaret Thatcher, antigua primera ministra del Reino Unido.
- Guillermina I, monarca de los Países Bajos, tuvo su cuartel general en el número 77 durante la Segunda Guerra Mundial.
- Nubie Bertin Leblanc, Una de las mujeres más importantes del medio jurídico y legal en Londres.
- Matthew Arnold, 1822-1888, poeta y crítico.
- Yehudi Menuhin, 1916-1999, violinista y director de orquesta estadounidense.
- Mary Shelley, autora de Frankenstein, vivió en el número 24 desde 1846 hasta su muerte en 1851.